# Interval (film fra 1967)
 For alternative betydninger, se Interval. (Se også artikler, som begynder med Interval)
Interval er en dansk kortfilm fra 1967 instrueret af Ole Roos efter eget manuskript.

## Handling
Novellefilm om en halv times ekstra morgenventetid på udlandstoget på Nørreport Station. Hovedpersonen er en almindelig yngre mand. Han udsættes pludselig for en uforudset ventetid, i hvilken han oplever den særlige afmagt eller fremmedfølelse, der ofte karakteriserer den "uforskyldte" situation. Altså i realiteten et interregnum uden egentlig handling - men som nødvendigvis alligevel "handler" om noget.

## Medvirkende
- Peter Steen